# Love… The Album
A Love… The Album című lemez Cliff Richard angol énekes 78. stúdióalbuma, amelyet az EMI kiadó adott ki Angliában, 2007. november 12-én. Eredetileg Michael Omartian volt az album producere. A Love…The Album az angol album listán a 13. helyezést érte el és öt hétig ezen a helyen is maradt.
Az albumnak két verziója van: a CD verzió és a digitálisan letölthető verzió. A különbség a 12. dal, a CD verzión ez a For Life című dal, míg a digitálisan letölthető verzión a My Pretty One.
Erről az albumról a When I Need You című kislemezt adták ki, amely a 38. helyen végzett az angol kislemez listán.

## Új dalok
Öt új dal az albumról:
1. Waiting for a Girl Like You, eredeti előadó a Foreigner
2. If You're Not The One, eredeti előadója Daniel Bedingfield
3. When I Need You, eredeti előadója Leo Sayer
4. When You Say Nothing at All, eredeti előadója Ronan Keating
5. All Out of Love, eredeti előadója az Air Supply

## A rajongók szabják meg az album árát
2007. október 30-án, mielőtt kijött volna a Love…The Album CD verziója, az EMI és a Cliff Richard Organisation elhatározták, hogy két hétig, ha elég nagy érdeklődés mutatkozik a digitális verzió iránt, - amelyből 400 kópia készült -, akkor az árat lecsökkentik 7,99 fontról 3,99 fontra. Minden egyes letöltött digitális verzió után, az album ára csökken 1 pennyvel.
A két hetes periódus alatt Richard ezt így kommentálta:
Művészként kemény választással kell szembenéznünk. Vagy egy lépéssel a technológia előtt megyünk - amely oly radikálisan változik -, vagy megadjuk magunkat és elmegyünk. Személy szerint én inkább előre megyek!
2007. november 8-án bejelentették, hogy az album 3,99 fontos ára lezárult és mindazok, akik a két hetes periódus alatt töltötték le az albumot, 3,99 fontot fizetnek az eredeti ár helyett. Az összes letöltött kópia felkerült az angol album listára.

## CD verzió EMI 5093702
| #   | Cím                                                                                        | Hossz |
| --- | ------------------------------------------------------------------------------------------ | ----- |
| 1.  | "Waiting for a Girl Like You" Writers: Foreigner, L. Gramm, M. Jones Producer: M. Omartian | 4:15  |
| 2.  | "It's All in the Game" Writers: C. Dawes, G. Sigman Producer: N. Paramor                   | 3:13  |
| 3.  | "Miss You Nights" Writer: D. Townsend Producer: B. Welch                                   | 3:56  |
| 4.  | "If You're Not the One" Writer: D. Bedingfield Producer: M. Omartian                       | 4:30  |
| 5.  | "Constantly" Writers: S. Seracini, V. D'Acquisto Producer: N. Paramor                      | 2:39  |
| 6.  | "The Best of Me" Writers: J. Lubbock, D. Foster, R. Marx Producer: C. Richard              | 4:11  |
| 7.  | "When I Need You" Writers: C. Bayer Sager, A. Hammond Producer: M. Omartian                | 4:14  |
| 8.  | "True Love Ways" Writers: N. Petty, B. Holly Producers: C. Richard, R. Hewson              | 3:18  |
| 9.  | "The Twelfth of Never" Writers: J. Livingstone, F. Webster Producer: N. Paramor            | 2:44  |
| 10. | "When You Say Nothing at All" Writers: P. Overstreet, D. Schlitz Producer: M. Omartian     | 3:30  |
| 11. | "Ocean Deep" Writers: R. Trott, J.Sweet Producers: C. Pruess, C. Richard                   | 5:19  |
| 12. | "For Life" Writers: C. Eaton, B. Huff Producer: M. Jones                                   | 5:01  |
| 13. | "All Out of Love" Writers: G. Russell, C. Davis Producer: M. Omartian                      | 3:23  |
| 14. | "I Still Believe in You" Writers: D. Pomeranz, Pitchford Producer: P. Moessi               | 3:45  |
| 15. | "Some People" Writer: A. Tarney Producer: A. Tarney                                        | 3:52  |

## Digitálisan letölthető verzió
| #   | Cím                                                                                        | Hossz |
| --- | ------------------------------------------------------------------------------------------ | ----- |
| 1.  | "Waiting for a Girl Like You" Writers: Foreigner, L. Gramm, M. Jones Producer: M. Omartian | 4:15  |
| 2.  | "It's All in the Game" Writers: C. Dawes, G. Sigman Producer: N. Paramor                   | 3:13  |
| 3.  | "Miss You Nights" Writer: D. Townsend Producer: B. Welch                                   | 3:56  |
| 4.  | "If You're Not the One" Writer: D. Bedingfield Producer: M. Omartian                       | 4:30  |
| 5.  | "Constantly" Writers: S. Seracini, V. D'Acquisto Producer: N. Paramor                      | 2:39  |
| 6.  | "The Best of Me" Writers: J. Lubbock, D. Foster, R. Marx Producer: C. Richard              | 4:11  |
| 7.  | "When I Need You" Writers: C. Bayer Sager, A. Hammond Producer: M. Omartian                | 4:14  |
| 8.  | "True Love Ways" Writers: N. Petty, B. Holly Producers: C. Richard, R. Hewson              | 3:18  |
| 9.  | "The Twelfth of Never" Writers: J. Livingstone, F. Webster Producer: N. Paramor            | 2:44  |
| 10. | "When You Say Nothing at All" Writers: P. Overstreet, D. Schlitz Producer: M. Omartian     | 3:30  |
| 11. | "Ocean Deep" Writers: R. Trott, J.Sweet Producers: C. Pruess, C. Richard                   | 5:19  |
| 12. | "My Pretty One" Writer: A. Tarney Producer: A. Tarney                                      | 3:56  |
| 13. | "All Out of Love" Writers: G. Russell, C. Davis Producer: M. Omartian                      | 3:23  |
| 14. | "I Still Believe in You" Writers: D. Pomeranz, Pitchford Producer: P. Moessi               | 3:45  |
| 15. | "Some People" Writer: A. Tarney Producer: A. Tarney                                        | 3:52  |

## Helyezések
| Megjelenés dátuma  | Kislemez címe     | Kislemez címe     | Kislemez címe     | Kislemez címe     | Kislemez címe     | Kislemez címe     | Kislemez címe     | Kislemez címe     | Kislemez címe     | Kislemez címe     | Kislemez címe     | Kislemez címe     | Kislemez címe     | Kislemez címe     | Kislemez címe     | Kislemez címe     | Kislemez címe     | Kislemez címe     | Kislemez címe     | Kislemez címe     | Kislemez címe     | Kislemez címe     | Kislemez címe     | Kislemez címe     | Kislemez címe     | Kislemez címe     | Kislemez címe     | Kislemez címe     | Kislemez címe     | Kislemez címe     | Kislemez címe     | Kislemez címe     | Kislemez címe     | Kislemez címe     | Kislemez címe     | Kislemez címe     | Kislemez címe     | Kislemez címe     | Kislemez címe     | Kislemez címe     | Kislemez címe     | Kislemez címe     | Kislemez címe     | Kislemez címe     | Kislemez címe     | Kislemez címe     | Kislemez címe     | Kislemez címe     | Kislemez címe     | Kislemez címe     | Kislemez címe     | Kislemez címe     | Kislemez címe     | Kislemez címe     | Kislemez címe     | Kislemez címe     | Kislemez címe     | Kislemez címe     | Kislemez címe     | Kislemez címe     | Kislemez címe     | Kislemez címe     | Kislemez címe     | Kislemez címe     | Kislemez címe     | Kislemez címe     | Kislemez címe     | Kislemez címe     | Kislemez címe     | Kislemez címe     | Kislemez címe     | Kislemez címe     | Kislemez címe     | Kislemez címe     | Kislemez címe     | Kislemez címe     | Kislemez címe     | Kislemez címe     | Kislemez címe     | Kislemez címe     | Kislemez címe     | Kislemez címe     | Kislemez címe     | Kislemez címe     | Kislemez címe     | Kislemez címe     | Kislemez címe     | Kislemez címe     | Kislemez címe     | Kislemez címe     | Kislemez címe     | Kislemez címe     | Kislemez címe     | Kislemez címe     | Kislemez címe     | Kislemez címe     | Kislemez címe     | Kislemez címe     | Kislemez címe     | Kislemez címe     | Kislemez címe     | Kislemez címe     | Kislemez címe     | Kislemez címe     | Kislemez címe     | Kislemez címe     | Kislemez címe     | Kislemez címe     | Kislemez címe     | Kislemez címe     | Kislemez címe     | Kislemez címe     | Kislemez címe     | Kislemez címe     | Kislemez címe     | Kislemez címe     | Kislemez címe     | Kislemez címe     | Kislemez címe     | Kislemez címe     | Kislemez címe     | Kislemez címe     | Kislemez címe     | Kislemez címe     | Kislemez címe     | Kislemez címe     | Kislemez címe     | Kislemez címe     | Kislemez címe     | Kislemez címe     | Kislemez címe     | Kislemez címe     | Kislemez címe     | Kislemez címe     | Kislemez címe     | UK Helyezések | USA Helyezések | Ausztrália Helyezések | Írország Helyezések |
| ------------------ | ----------------- | ----------------- | ----------------- | ----------------- | ----------------- | ----------------- | ----------------- | ----------------- | ----------------- | ----------------- | ----------------- | ----------------- | ----------------- | ----------------- | ----------------- | ----------------- | ----------------- | ----------------- | ----------------- | ----------------- | ----------------- | ----------------- | ----------------- | ----------------- | ----------------- | ----------------- | ----------------- | ----------------- | ----------------- | ----------------- | ----------------- | ----------------- | ----------------- | ----------------- | ----------------- | ----------------- | ----------------- | ----------------- | ----------------- | ----------------- | ----------------- | ----------------- | ----------------- | ----------------- | ----------------- | ----------------- | ----------------- | ----------------- | ----------------- | ----------------- | ----------------- | ----------------- | ----------------- | ----------------- | ----------------- | ----------------- | ----------------- | ----------------- | ----------------- | ----------------- | ----------------- | ----------------- | ----------------- | ----------------- | ----------------- | ----------------- | ----------------- | ----------------- | ----------------- | ----------------- | ----------------- | ----------------- | ----------------- | ----------------- | ----------------- | ----------------- | ----------------- | ----------------- | ----------------- | ----------------- | ----------------- | ----------------- | ----------------- | ----------------- | ----------------- | ----------------- | ----------------- | ----------------- | ----------------- | ----------------- | ----------------- | ----------------- | ----------------- | ----------------- | ----------------- | ----------------- | ----------------- | ----------------- | ----------------- | ----------------- | ----------------- | ----------------- | ----------------- | ----------------- | ----------------- | ----------------- | ----------------- | ----------------- | ----------------- | ----------------- | ----------------- | ----------------- | ----------------- | ----------------- | ----------------- | ----------------- | ----------------- | ----------------- | ----------------- | ----------------- | ----------------- | ----------------- | ----------------- | ----------------- | ----------------- | ----------------- | ----------------- | ----------------- | ----------------- | ----------------- | ----------------- | ----------------- | ----------------- | ----------------- | ----------------- | ------------- | -------------- | --------------------- | ------------------- |
| 2007. október 29.  | When I Need You   | When I Need You   | When I Need You   | When I Need You   | When I Need You   | When I Need You   | When I Need You   | When I Need You   | When I Need You   | When I Need You   | When I Need You   | When I Need You   | When I Need You   | When I Need You   | When I Need You   | When I Need You   | When I Need You   | When I Need You   | When I Need You   | When I Need You   | When I Need You   | When I Need You   | When I Need You   | When I Need You   | When I Need You   | When I Need You   | When I Need You   | When I Need You   | When I Need You   | When I Need You   | When I Need You   | When I Need You   | When I Need You   | When I Need You   | When I Need You   | When I Need You   | When I Need You   | When I Need You   | When I Need You   | When I Need You   | When I Need You   | When I Need You   | When I Need You   | When I Need You   | When I Need You   | When I Need You   | When I Need You   | When I Need You   | When I Need You   | When I Need You   | When I Need You   | When I Need You   | When I Need You   | When I Need You   | When I Need You   | When I Need You   | When I Need You   | When I Need You   | When I Need You   | When I Need You   | When I Need You   | When I Need You   | When I Need You   | When I Need You   | When I Need You   | When I Need You   | When I Need You   | When I Need You   | When I Need You   | When I Need You   | When I Need You   | When I Need You   | When I Need You   | When I Need You   | When I Need You   | When I Need You   | When I Need You   | When I Need You   | When I Need You   | When I Need You   | When I Need You   | When I Need You   | When I Need You   | When I Need You   | When I Need You   | When I Need You   | When I Need You   | When I Need You   | When I Need You   | When I Need You   | When I Need You   | When I Need You   | When I Need You   | When I Need You   | When I Need You   | When I Need You   | When I Need You   | When I Need You   | When I Need You   | When I Need You   | When I Need You   | When I Need You   | When I Need You   | When I Need You   | When I Need You   | When I Need You   | When I Need You   | When I Need You   | When I Need You   | When I Need You   | When I Need You   | When I Need You   | When I Need You   | When I Need You   | When I Need You   | When I Need You   | When I Need You   | When I Need You   | When I Need You   | When I Need You   | When I Need You   | When I Need You   | When I Need You   | When I Need You   | When I Need You   | When I Need You   | When I Need You   | When I Need You   | When I Need You   | When I Need You   | When I Need You   | When I Need You   | When I Need You   | When I Need You   | When I Need You   | 38            | -              | -                     | -                   |
| Megjelenés dátuma  | Album címe        | Album címe        | Album címe        | Album címe        | Album címe        | Album címe        | Album címe        | Album címe        | Album címe        | Album címe        | Album címe        | Album címe        | Album címe        | Album címe        | Album címe        | Album címe        | Album címe        | Album címe        | Album címe        | Album címe        | Album címe        | Album címe        | Album címe        | Album címe        | Album címe        | Album címe        | Album címe        | Album címe        | Album címe        | Album címe        | Album címe        | Album címe        | Album címe        | Album címe        | Album címe        | Album címe        | Album címe        | Album címe        | Album címe        | Album címe        | Album címe        | Album címe        | Album címe        | Album címe        | Album címe        | Album címe        | Album címe        | Album címe        | Album címe        | Album címe        | Album címe        | Album címe        | Album címe        | Album címe        | Album címe        | Album címe        | Album címe        | Album címe        | Album címe        | Album címe        | Album címe        | Album címe        | Album címe        | Album címe        | Album címe        | Album címe        | Album címe        | Album címe        | Album címe        | Album címe        | Album címe        | Album címe        | Album címe        | Album címe        | Album címe        | Album címe        | Album címe        | Album címe        | Album címe        | Album címe        | Album címe        | Album címe        | Album címe        | Album címe        | Album címe        | Album címe        | Album címe        | Album címe        | Album címe        | Album címe        | Album címe        | Album címe        | Album címe        | Album címe        | Album címe        | Album címe        | Album címe        | Album címe        | Album címe        | Album címe        | Album címe        | Album címe        | Album címe        | Album címe        | Album címe        | Album címe        | Album címe        | Album címe        | Album címe        | Album címe        | Album címe        | Album címe        | Album címe        | Album címe        | Album címe        | Album címe        | Album címe        | Album címe        | Album címe        | Album címe        | Album címe        | Album címe        | Album címe        | Album címe        | Album címe        | Album címe        | Album címe        | Album címe        | Album címe        | Album címe        | Album címe        | Album címe        | Album címe        | Album címe        | Album címe        | UK Helyezés   | USA Helyezés   |                       |                     |
| 2007. november 12. | Love... The Album | Love... The Album | Love... The Album | Love... The Album | Love... The Album | Love... The Album | Love... The Album | Love... The Album | Love... The Album | Love... The Album | Love... The Album | Love... The Album | Love... The Album | Love... The Album | Love... The Album | Love... The Album | Love... The Album | Love... The Album | Love... The Album | Love... The Album | Love... The Album | Love... The Album | Love... The Album | Love... The Album | Love... The Album | Love... The Album | Love... The Album | Love... The Album | Love... The Album | Love... The Album | Love... The Album | Love... The Album | Love... The Album | Love... The Album | Love... The Album | Love... The Album | Love... The Album | Love... The Album | Love... The Album | Love... The Album | Love... The Album | Love... The Album | Love... The Album | Love... The Album | Love... The Album | Love... The Album | Love... The Album | Love... The Album | Love... The Album | Love... The Album | Love... The Album | Love... The Album | Love... The Album | Love... The Album | Love... The Album | Love... The Album | Love... The Album | Love... The Album | Love... The Album | Love... The Album | Love... The Album | Love... The Album | Love... The Album | Love... The Album | Love... The Album | Love... The Album | Love... The Album | Love... The Album | Love... The Album | Love... The Album | Love... The Album | Love... The Album | Love... The Album | Love... The Album | Love... The Album | Love... The Album | Love... The Album | Love... The Album | Love... The Album | Love... The Album | Love... The Album | Love... The Album | Love... The Album | Love... The Album | Love... The Album | Love... The Album | Love... The Album | Love... The Album | Love... The Album | Love... The Album | Love... The Album | Love... The Album | Love... The Album | Love... The Album | Love... The Album | Love... The Album | Love... The Album | Love... The Album | Love... The Album | Love... The Album | Love... The Album | Love... The Album | Love... The Album | Love... The Album | Love... The Album | Love... The Album | Love... The Album | Love... The Album | Love... The Album | Love... The Album | Love... The Album | Love... The Album | Love... The Album | Love... The Album | Love... The Album | Love... The Album | Love... The Album | Love... The Album | Love... The Album | Love... The Album | Love... The Album | Love... The Album | Love... The Album | Love... The Album | Love... The Album | Love... The Album | Love... The Album | Love... The Album | Love... The Album | Love... The Album | Love... The Album | Love... The Album | Love... The Album | Love... The Album | Love... The Album | 13            | -              |                       |                     |